# Nagaworld FC
Der Nagaworld Football Club (Khmer ក្លឹបបាល់ទាត់ណាហ្គាវើលដ៍ា) ist ein kambodschanischer Fußballverein aus der Hauptstadt Phnom Penh. Aktuell spielt der Verein in der höchsten Liga des Landes, der Cambodian Premier League.

## Erfolge
- Kambodschanischer Meister: 2007, 2009, 2018
- Kambodschanischer Pokalsieger: 2013
- Kambodschanischer Pokalfinalist: 2020

## Stadion

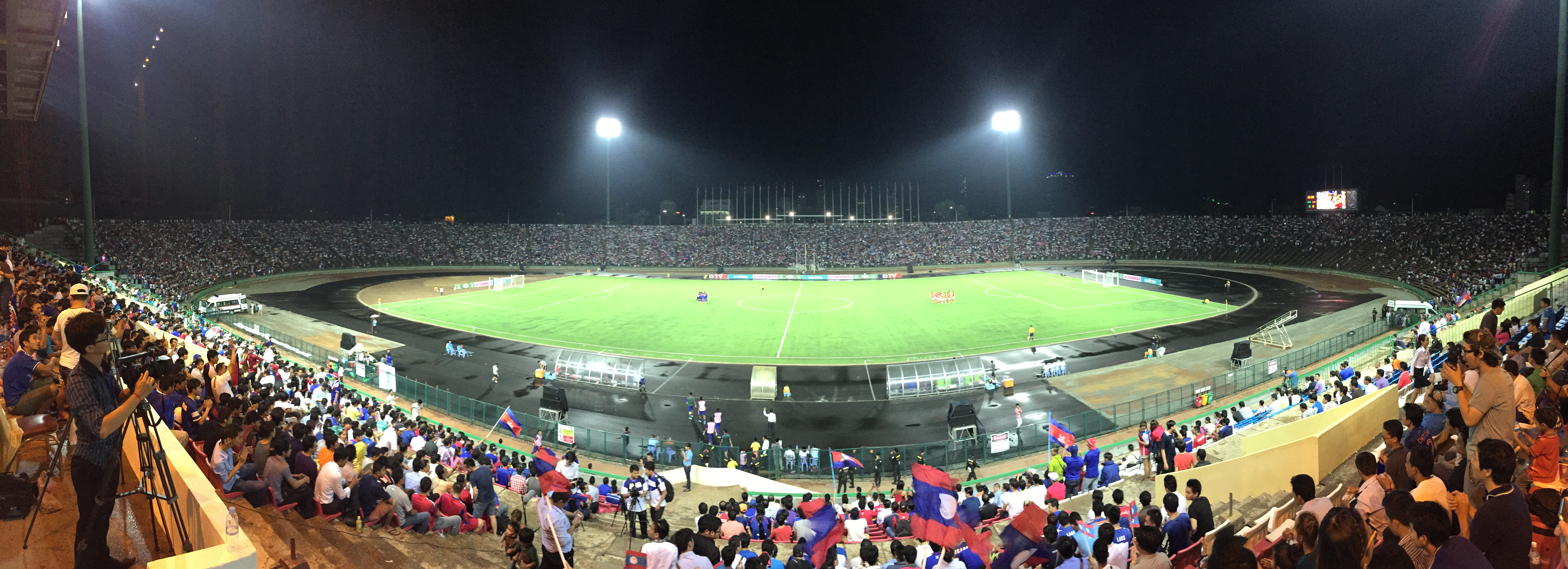
Phnom Penh National Olympic Stadium

Der Verein trägt seine Heimspiele im Phnom Penh National Olympic Stadium in Phnom Penh aus. Das Mehrzweckstadion hat ein Fassungsvermögen von 50.000 Zuschauern.
Koordinaten: 11° 33′ 30,5″ N, 104° 54′ 43,5″ O

## Trainer seit 2009
| Name            | von              | bis               |
| --------------- | ---------------- | ----------------- |
| Joachim Fickert | 1. Januar 2006   | 31. Dezember 2006 |
| Prak Sovannara  | 15. März 2010    | 30. Juni 2014     |
| Channa Meas     | 1. Juli 2014     | 1. November 2021  |
| Borey Khim      | 11. Februar 2022 |                   |

## Mannschaftskapitäne seit 2015
| Saison | Mannschaftskapitän | 2. Mannschaftskapitän     |
| ------ | ------------------ | ------------------------- |
| 2015   | Masahiro Fukasawa  | Kouch Sokumpheak          |
| 2016   | Masahiro Fukasawa  | Kouch Sokumpheak          |
| 2017   | Kouch Sokumpheak   | Khim Borey Nhim Sovannara |
| 2018   | Kouch Sokumpheak   | Khim Borey Nhim Sovannara |
| 2019   |                    |                           |

## Beste Torschützen seit 2015
| Saison | Name            | Tore |
| ------ | --------------- | ---- |
| 2015   | Barry Lelouma   | 15   |
| 2016   | Rasheed Omokafe | 5    |
| 2017   | Atuheire Kipson | 5    |
| 2018   | George Bisan    | 28   |
| 2019   |                 |      |
| 2020   | Marques Marcio  |      |